# Estonský cestovní pas

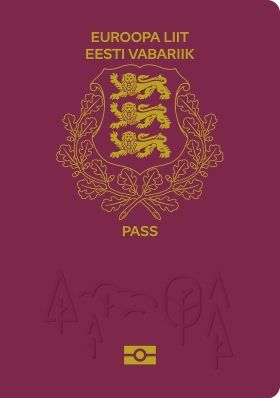
Přední strana estonského cestovního pasu z roku 2021

Cestovní pas estonského občana je cestovní pas vydaný estonským občanům, který lze použít jako cestovní doklad k mezinárodnímu cestování a k potvrzení estonského občanství. Pasy estonských občanů vydává oddělení pro občanství a migraci PPA estonské rady policie a pohraniční stráže.
Estonští občané mají cestovní pasy od rozpadu Sovětského svazu v roce 1991.

Vízové požadavky pro držitele estonských pasů
Estonsko
Svoboda pohybu
Vízum není nutné
Vízum udělována při příjezdu
eVisa
Vízum k dispozici při příjezdu i online
Vízum nutné předem